# Гайденгайм (район)
Район Гайденгайм (нім. Landkreis Heidenheim) — район землі Баден-Вюртемберг, Німеччина. Район підпорядкований урядовому округу Штутгарт. Центром району є місто Гайденгайм-на-Бренці. Населення становить 132 812 ос. (станом на 31 грудня 2020), площа  — 627,12 км². 

## Демографія
Густота населення в районі становить 209 чол./км².
| Рік             | Населення |
| --------------- | --------- |
| 31. грудня 1973 | 126.999   |
| 31. грудня 1975 | 125.375   |
| 31. грудня 1980 | 124.296   |
| 31. грудня 1985 | 123.500   |
| 27. травня 1987 | 125.340   |

| Рік             | Населення |
| --------------- | --------- |
| 31. грудня 1990 | 131.058   |
| 31. грудня 1995 | 137.315   |
| 31. грудня 2000 | 136.976   |
| 31. грудня 2005 | 135.174   |
| 31. грудня 2010 | 131.116   |

## Міста і громади
Район поділений на 4 міста та 7 громад.